# Bogota forvandling
Bogota forvandling er en dokumentarfilm fra 2009 instrueret af Andreas Møl Dalsgaard.

## Handling
Den colombianske hovedstad Bogotá blev regnet for en af verdens farligste byer. 7 millioner mennesker kæmpede dagligt en kamp med narko, korruption, fattigdom og hinanden. Men i 1995 blev den farverige, politisk uafhængige og tidligere rektor for universitetet, Antanas Mockus, valgt som borgmester. Hans anarkistiske og utraditionelle metoder betød forandringer - en social revolution, som har gjort Bogotá til et forbillede for byer som New York og Mexico City. Serien »Cities on Speed« består af fire danske dokumentarfilm, som sætter fokus på det 21. århundredes megabyer. Filmene tegner et fascinerende og tankevækkende portræt af fremtidens byer, hvor udviklingen for længst har overhalet planlægningen.